# Suzana Alves
Suzana Ferreira Alves, mais conhecida como Tiazinha (São Paulo, 3 de agosto de 1978), é uma atriz e empresária brasileira.
Também é formada como bailarina pelo Theatro Municipal de São Paulo. Além da carreira como atriz, Suzana também foi dona de uma rede de estúdios de pilates de 2010 a 2018.

## Biografia
Suzana nasceu no bairro da Freguesia do Ó, em São Paulo. É filha de Geraldo Ferreira e Lúcia Alves, agricultores semianalfabetos de Cajazeiras, no sertão da Paraíba, que se mudaram para a capital paulista dois anos antes de seu nascimento fugindo da seca e foram morar na casa de parentes de favor até conseguirem estabelecer-se. Suzana tem um irmão mais velho, Gerlúcio, nascido em 1976, e um mais novo, Felipe, nascido em 1991. Ela também teve outro irmão, Sebastião, nascido em 1974 e falecido logo no primeiro ano de vida.
Seu nome foi em homenagem a atriz Susana Vieira, de quem sua mãe era fã. Aos três anos, começou a fazer aulas de balé em um curso público e, aos sete, foi aprovada nos testes do Theatro Municipal de São Paulo, estudando dança até os quatorze anos e formando-se como bailarina.
Aos sete anos, sua família se mudou para o Jardim Elisa Maria, uma periferia paulista, a qual tinha uma rede de esgoto a céu aberto ao lado de onde moravam. Na época, começou a realizar trabalhos como modelo infantil.

## Carreira

### 1987–2000: Primeiros trabalhos e Tiazinha
Em 1987, aos oito anos, Suzana passou nos testes para se tornar assistente de palco no programa infantil Oradukapeta, do SBT, ficando até o programa sair do ar, em 1990.
Entre 1993 e 1996, passou a atuar nas esquetes humoradas do programa Casa da Angélica – permanecendo apenas na parte dramatúrgica, uma vez que a assistência de palco era feita pelas Angelicats. Na época, Suzana começou a fazer diversos trabalhos publicitários, destacando-se ao ser escolhida em uma seleção de 900 garotas para estrelar o comercial da batata chips Ruffles, gravado nos Estados Unidos.
Em 1997, quando foi acompanhar uma amiga que era bailarina no Programa H, na Band, o diretor Cristiano Mendes convidou-a para estrelar uma personagem que ele tinha idealizado para o programa, inspirada na Mulher-Gato, sendo que em fevereiro de 1998 Suzana estreou como a Tiazinha. Utilizando uma lingerie preta, máscara e chicote sadomasoquista, a jovem realizava jogos com os garotos da plateia, nos quais eles tinham que responder corretamente as perguntas ou pagar a prenda estipulada por ela – que ia desde algumas chicotadas até depilar alguma parte do corpo do rapaz. Em pouco tempo, Tiazinha se tornou um fenômeno, tendo diversos produtos licenciados e recebendo em torno de 50 cartas diárias, e foi a campeã nacional de correspondência da televisão naquela época, batendo Cláudio Heinrich, da Rede Globo, que era o principal do gênero.
Em setembro de 1999, no auge do sucesso da Tiazinha, Suzana soube que Luciano Huck deixaria o comando do programa e decidiu fazer o mesmo antes, alegando que temia que sua carreira ficasse marcada pelo erotismo. Na mesma época, aproveitando toda a repercussão, lançou um disco intitulado Tiazinha Faz a Festa, o qual vendeu 250 mil cópias e extraiu o sucesso "Uh! Tiazinha", em parceria com Vinny, como uma das faixas mais tocadas daquele ano. Em outubro daquele ano, estreou sua própria série na mesma emissora, As Aventuras de Tiazinha, idealizada pelo próprio Luciano, embora a direção do programa tivesse tentado mantê-la nas duas produções, oferecendo-lhe a chance de co-apresentar o H, o que foi recusado por ela. O seriado marcou uma grande mudança na personalidade da personagem, que abandonara o lado escrachadamente sensual para incorporar uma super-heroína que combatia o crime, ficando no ar até março de 2000, quando Suzana não renovou seu contrato, alegando que queria deixar de interpretá-la antes que se tornasse decadente no imaginário do público.

### 2001–presente: Atriz e empresária
Em 2001, assinou contrato com a RedeTV! e, em 22 de abril, estreou como repórter do Futebol Paulista e Você, programa esportivo apresentado por Cléo Brandão.
No início de 2002, deixou o programa para integrar a segunda temporada do reality show Casa dos Artistas, no qual terminou em quinto lugar.
Em 2003, realizou testes para as novelas Canavial de Paixões, do SBT, Agora É que São Elas e Da Cor do Pecado, da Rede Globo, porém não foi aprovada. Em julho, se tornou repórter do programa A Noite É Nossa.
Em 2004, após passar o ano anterior estudando artes cênicas, Suzana retornou aos palcos como uma das personagens centrais da peça Perdidas, que discutia os mitos e verdades do universo feminino, inspirado no seriado Sex and the City. No mesmo ano, protagonizou a comédia Marido Bandeira 2 Em 24 de abril, também estreou como apresentadora do programa jornalístico Fala Brazuca, exibido apenas para a RecordTV Europa e que exibia costumes, culturas e culinária brasileira para os estrangeiros. Ainda em 2004, foi convidada por Juca de Oliveira para substituir Giselle Itié na peça A Babá, permanecendo na temporada no Teatro Bibi Ferreira.
Em 2005, interpreta a princesa da Disney Bela na versão brasileira da peça A Bela e a Fera, que permaneceu até março de 2006 com ingressos esgotados.
Em 2006, fez sua estreia nas telenovelas, integrando o elenco principal de Cidadão Brasileiro, interpretando a jovem Zezé, uma manifestante do movimento contra a ditadura, que nem imagina que sua melhor amiga mantém um caso com seu pai. No mesmo ano, ainda esteve nos filmes Boleiros 2 - Vencedores e Vencidos e O Cheiro do Ralo.
Em 2007, participou dos primeiros capítulos da telenovela Amigas & Rivais, interpretando Alessandra.
Em 2008, interpretou Milena no filme Falsa Loura, com o qual ganhou o prêmio de Melhor Atriz Coadjuvante no Festival de Brasília.
Entre 2008 e 2009, estrelou a peça Otimismo, formada por várias esquetes, no qual interpretou diversos personagens, entre eles um italiano, uma marquesa, um rei, uma rainha e um escravo.
Em 2009, estreou como figurinista e diretora de arte da peça Separação de Corpos, além de participar do especial de final de ano Chico e Amigos, da Rede Globo.
Em 2010, abriu sua própria rede de estúdios de pilates, o Physique Pilates.
Entre 2011 e 2012, esteve na comédia regionalista O Casamento Suspeitoso, de Ariano Suassuna, sendo indicada ao Troféu APCA como melhor atriz teatral.
Entre 2014 e 2015, protagonizou a peça O Que Você Podia Ser No ano seguinte, também interpretou Marie na montagem Navio Fantasma: O Holandês Voador, inspirada na tradicional ópera de Richard Wagner, Holandês Voador.
Em 2017, participou do talent show de dança Dancing Brasil, onde foi vice-campeã.
Em 2018, integrou o elenco da minissérie Lia, no papel da antagonista Laila.
Em 2019, esteve na novela Topíssima como a ciumenta Inês, que vivia desconfiando do marido Edevaldo.

## Vida pessoal

### Relacionamentos
Teve um caso com o cantor Daniel nos anos 90, confirmado por ele em sua autobiografia.
Em novembro de 1999, iniciou um relacionamento com o ator Eriberto Leão, chegando a terminar durante três meses em 2002, porém retornando logo depois. Os dois foram morar juntos em outubro de 2002, porém o romance chegou ao fim em agosto de 2004. Na época, sofreu uma crise de depressão e síndrome do pânico após seu pai falecer de câncer de estômago.
Em 2006, começou a namorar o ator Raoni Carneiro, ficando noiva em agosto de 2007, entretanto terminando em julho de 2008.
Em fevereiro de 2010, iniciou um novo romance com o tenista Flávio Saretta. Os dois se casaram em 2 de outubro em uma cerimônia íntima apenas para os familiares mais próximos. No final de 2015, anunciou sua gravidez, nascendo em 18 de julho de 2016 seu filho Benjamin.
Em julho de 2025, Suzana anunciou o término do casamento com Saretta após 15 anos.

### Carreira acadêmica
Em 1998, iniciou a faculdade de jornalismo no Centro Universitário das Faculdades Metropolitanas Unidas (FMU) – antiga FIAM – e, após algumas pausas, veio a se formar em 2004.
Desde 2007, faz parte do Centro de Pesquisa em Experimentação Cênica do Ator da Universidade de São Paulo (USP), no qual desenvolve pesquisas sobre memória corporal.

## Teatro
| Ano     | Título                              | Personagem         | Notas       |
| ------- | ----------------------------------- | ------------------ | ----------- |
| 1994    | Florinda no Mundo das Bibonetes     | Florinda           |             |
| 2002    | Modernidades                        | Sol                |             |
| 2003    | Fundação da Vila de São Vicente     | Bartira            |             |
| 2004    | Perdidas                            | Mariana            |             |
| 2004    | Marido Bandeira 2                   | Maria Shimidt      |             |
| 2004    | A Babá                              | Dos Anjos          |             |
| 2005–06 | A Bela e a Fera                     | Bela               |             |
| 2008–09 | Otimismo                            | Vários personagens |             |
| 2009    | Separação de Corpos                 | Nenhum             | Figurinista |
| 2011–12 | O Casamento Suspeitoso              | Lúcia              |             |
| 2014–15 | O Que Você Podia Ser                | Luiza              |             |
| 2015    | Navio Fantasma: O Holandês Voador   | Marie              |             |
| 2019    | A Arte do Humor de Saulo Laranjeira | Ana Maria          |             |

## Filmografia

### Televisão
| Ano       | Título                        | Personagem / Cargo                  | Notas                                          |
| --------- | ----------------------------- | ----------------------------------- | ---------------------------------------------- |
| 1987–90   | Oradukapeta                   | Assistente de palco                 |                                                |
| 1993–96   | Casa da Angélica              | Vários personagens                  | Quadros: "Anjôlica" e "Tempestade de Lágrimas" |
| 1998–99   | Programa H                    | Assistente de palco (como Tiazinha) |                                                |
| 1999–2000 | As Aventuras de Tiazinha      | SU-013                              |                                                |
| 2001      | Futebol Paulista e Você       | Repórter                            |                                                |
| 2002      | Casa dos Artistas             | Participante                        | Temporada 2                                    |
| 2002      | SBT Palace Hotel              | Dorotéia                            | Especial de fim de ano                         |
| 2003      | A Noite É Nossa               | Repórter                            |                                                |
| 2004      | Fala Brazuca                  | Apresentadora                       |                                                |
| 2005      | Mandrake                      | Linda                               | Episódio "A Cidade Não é Aquilo Que Se Vê"     |
| 2006      | Cidadão Brasileiro            | Josefa Pereira (Zezé)               |                                                |
| 2007      | Amigas & Rivais               | Alessandra do Vale                  | Episódios: "6–19 de agosto"                    |
| 2009      | Chico e Amigos                | Das Mercês                          | Especial de fim de ano                         |
| 2017      | Dancing Brasil                | Participante                        | Temporada 2                                    |
| 2018      | Lia                           | Laila                               |                                                |
| 2019      | Topíssima                     | Inês Guedes                         |                                                |
| 2021      | Gênesis                       | Salma                               |                                                |
| 2022      | Bake Off Brasil: Celebridades | Participante                        | Temporada 2                                    |

### Cinema
| Ano  | Título                             | Personagem   |
| ---- | ---------------------------------- | ------------ |
| 1994 | A Caixa                            | Ruth         |
| 1999 | Xuxa Requebra                      | Motogirl     |
| 2006 | Boleiros 2 - Vencedores e Vencidos | Lurdinha     |
| 2006 | O Cheiro do Ralo                   | Samanta Rose |
| 2008 | Falsa Loura                        | Milena       |
| 2009 | Fábrica dos Sonhos                 | Kelly        |
| 2011 | Uma Noite em Sampa                 | Arlete       |

## Discografia

### Álbuns de estúdio
| Álbum                | Detalhes                                                           | Vendas      |
| -------------------- | ------------------------------------------------------------------ | ----------- |
| Tiazinha Faz a Festa | - Lançamento: 16 de março de 1999 - Formatos: CD - Gravadora: Sony | - : 250 000 |

### Singles
| Título                       | Ano  | Álbum                |
| ---------------------------- | ---- | -------------------- |
| "Uh! Tiazinha" (part. Vinny) | 1999 | Tiazinha Faz a Festa |
| "Dança da Tiazinha"          | 1999 | Tiazinha Faz a Festa |

## Prêmios e indicações
| Ano  | Prêmio               | Categoria                | Trabalho               | Resultado | Ref.   |
| ---- | -------------------- | ------------------------ | ---------------------- | --------- | ------ |
| 2008 | Festival de Brasília | Melhor Atriz Coadjuvante | Falsa Loura            | Venceu    | [ 29 ] |
| 2011 | Troféu APCA          | Melhor Atriz: Teatro     | O Casamento Suspeitoso | Indicado  | [ 34 ] |